# La forma sigue a la función

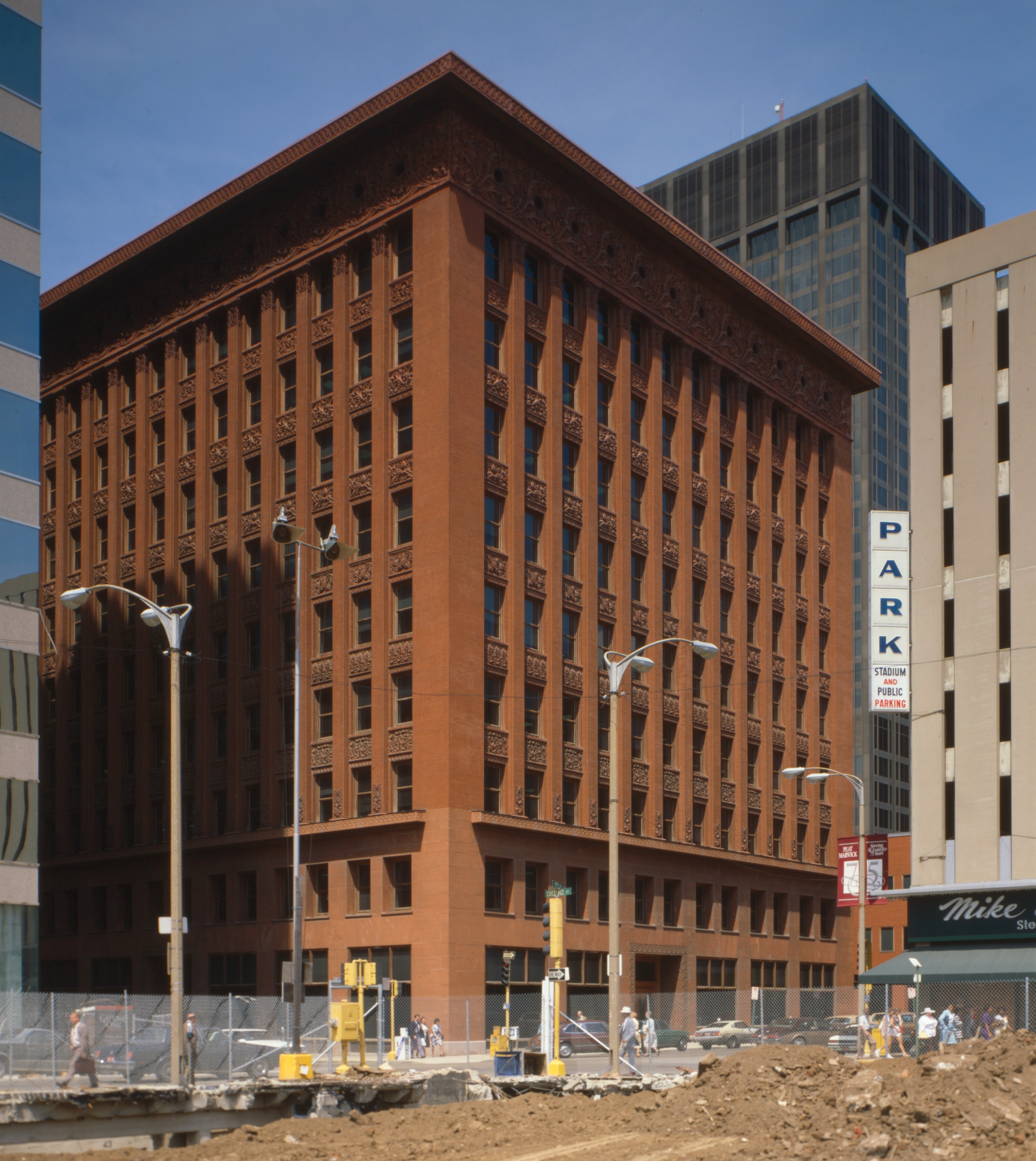
El edificio Wainwright en St. Louis, Misuri, diseñado por Louis Sullivan y construido en 1891, es un ejemplo emblemático de su famosa máxima "la forma sigue a la función".

La forma sigue a la función (en inglés, form follows function) es un principio de diseño funcionalista asociado a la arquitectura y diseño industrial en general de fines del siglo XIX y siglo XX. El principio establece que la forma de un edificio u objeto debiera estar basada primordialmente en su función o finalidad. También es una frase célebre pronunciada por el arquitecto proto-moderno Louis Sullivan, cuya influencia en la arquitectura moderna fue considerable.
En el contexto de las profesiones ligadas al diseño, la forma sigue a la función, parece expresar un buen sentido. Es decir, para atender a las necesidades generales de la sociedad, el diseñador debe configurar la forma a partir de la función específica del objeto a ser producido o construido. De cierto modo, la visión funcionalista puede liberar la forma de una miopía proyectual, pero puede también, en un análisis más profundo, ser un principio de diseño problemático. Definir el significado preciso de la frase la forma sigue a la función abre un debate sobre la integridad del diseño que sigue abierto.

## Origen de la frase
El arquitecto Louis Sullivan acuñó la frase, si bien a menudo es incorrectamente atribuida al escultor estadounidense Horatio Greenough, cuyo pensamiento en gran parte precede al enfoque funcionalista posterior en la arquitectura. Los escritos de Greenough estuvieron mucho tiempo en el olvido, y recién fueron redescubiertos en la década de 1930. En 1947 una colección de sus ensayos se publicó bajo el título Form and Function: Remarks on Art by Horatio Greenough.
El arquitecto norteamericano, Louis Sullivan, compatriota mucho más joven que Greenough, admiraba a los pensadores racionalistas tales como Greenough, Thoreau, Emerson, Whitman y Melville. En 1896 acuñó la frase en su artículo The Tall Office Building Artistically Considered (Consideración artística del edificio de oficinas elevado), aunque después Sullivan atribuyó la idea central a Marco Vitruvio, arquitecto, ingeniero y escritor romano que afirmó en su libro De architectura que una estructura debe exhibir tres cualidades: firmitas, utilitas, venustas - es decir, que debe ser sólida, útil y hermosa. A lo cual Sullivan acotó "forma siempre sigue a la función". La cita completa es la siguiente:
"Ya sea el águila en pleno vuelo o la flor de manzano abierta, el incesante trabajo de los caballos, el cisne alegre, la ramificación del roble, el arroyo que serpentea en su base, las nubes a la deriva, sobre todo el sol que cursa,  La forma siempre sigue a la función, y esta es la ley. Dónde la función no cambia, la forma no cambia. Las rocas de granito, las colinas siempre inquietantes, permanecen durante siglos; el rayo, viene, toma forma, y muere, en un abrir y cerrar de ojos.

Es la ley que prevalece a todas las cosas orgánicas e inorgánicas, de todas las cosas físicas y metafísicas, de todas las cosas humanas y todas las cosas sobrehumanas, de todas las verdaderas manifestaciones de la cabeza, del corazón, del alma, que la vida es reconocible en su expresión,  esa forma siempre sigue a la función.  Esta es la ley."
Sullivan desarrolló la forma del elevado rascacielos de acero en el Chicago de finales del siglo XIX en una época en que las fuerzas de la tecnología, gusto y economía convergieron y obligaron a apartarse de los estilos establecidos del pasado. Si la forma del edificio no iba a ser escogida del viejo libro de patrones algo tenía que determinar la forma, y de acuerdo a Sullivan iba a ser el propósito del edificio. Era "la forma sigue a la función", en contraposición a "la forma sigue al precedente". El asistente de Sullivan Frank Lloyd Wright adoptó y profesó el mismo principio en una forma ligeramente diferente, tal vez porque sacudir los viejos estilos les dio más libertad y latitud.

## Debate sobre la funcionalidad en la ornamentación
En 1908 el arquitecto austríaco Adolf Loos escribió un ensayo alegórico titulado "Ornamentación y Crimen" como reacción a las ornamentaciones excesivas utilizadas por los arquitectos de la Secesión de Viena. Los modernistas adoptaron el argumento moralista de Loos, así como la aseveración de Sullivan, la forma sigue a la función. Loos había trabajado como carpintero en los EE.UU y celebró la fontanería eficiente y artefactos industriales como silos de maíz y torres de agua de acero como ejemplos de diseño funcional.

## Aplicación en diferentes campos

### Arquitectura
La frase "la forma (siempre) sigue a la función" se convirtió en un grito de batalla de los arquitectos modernistas después de la década de 1930. El credo se interpretó en el sentido de que los elementos decorativos, que los arquitectos denominan "adornos", eran superfluos en los edificios modernos. Sin embargo, el propio Sullivan no pensó ni diseñó en ese sentido en la cima de su carrera. De hecho, si bien sus edificios podían ser sobrios y nítidos en sus masas principales, a menudo decoraban sus superficies lisas con erupciones de exuberantes decoraciones Art Nouveau y de Renacimiento céltico, generalmente fundidas en hierro o terracota, y que van desde formas orgánicas como enredaderas y hiedras, hasta diseños más geométricos y entrelazados, inspirados en su herencia de diseño irlandés. Probablemente el ejemplo más famoso sea el herraje verde que se retuerce que cubre las marquesinas de entrada del edificio Carson en South State Street en Chicago. Estos adornos, a menudo ejecutados por el talentoso dibujante más joven empleado por Sullivan, eventualmente se convertirían en la marca registrada de Sullivan; para los estudiantes de arquitectura, son su firma reconocible al instante.

### Diseño de producto
Un episodio en la historia del conflicto inherente entre el diseño funcional y las demandas del mercado ocurrió en 1935, después de la introducción del aerodinámico Chrysler Airflow, cuando la industria automotriz estadounidense detuvo temporalmente los intentos de introducir formas aerodinámicas óptimas en la producción en masa. Algunos fabricantes de automóviles pensaban que la eficiencia aerodinámica se traduciría en una única forma óptima de carrocería, una forma de "lágrima", lo que no sería bueno para la comercialización de unidades General Motors adoptó posteriormente dos posiciones diferentes sobre la racionalización, una destinada a sus grupos internos de ingeniería, la otra para sus clientes. Al igual que el cambio anual del modelo, el denominado estilo aerodinámico a menudo carece de sentido en términos de rendimiento técnico. Posteriormente el coeficiente de arrastre se ha convertido tanto en una herramienta de marketing y un medio para mejorar la comerciabilidad de un vehículo por reducir un poco el consumo de combustible y por aumentar de manera significativa su velocidad máxima.
Los diseñadores industriales norteamericanos de las décadas de 1930 y 1940 tales como Raymond Loewy, Norman Bel Geddes y Henry Dreyfuss lidiaron con las contradicciones de "la forma sigue a la función", mientras rediseñaban licuadoras, locomotoras y copiadoras para consumo masivo. Loewy formuló su principio "MAYA" (Most Advanced Yet Acceptable) para expresar que los diseños de los productos están limitados por las limitaciones funcionales de las matemáticas, los materiales y de la lógica, pero su aceptación está limitada por las expectativas sociales. Su consejo fue que para tecnologías muy nuevas, deberían ser tan familiares como fuera posible, pero para tecnologías familiares, debían ser sorprendentes.
Aplicando en forma honesta "la forma sigue a la función", los diseñadores industriales tenían el potencial de quitar a sus clientes del medio. Algunos objetos simples con un único uso como los destornilladores, lápices y teteras podían ser reducibles a una forma óptima única, lo que impide la diferenciación de producto. Algunos objetos duraderos impedirían la venta de repuestos. (ver obsolescencia programada) Desde el punto de vista de la funcionalidad, algunos productos son simplemente innecesarios.
Victor Papanek fue un diseñador y filósofo influyente que enseñó y escribió defendiendo el principio de la "forma sigue la función".

### Ingeniería de software
Se ha sostenido que los atributos de la estructura y calidad interna de un artefacto no trivial de software operativo representará en primer lugar los requerimientos de ingeniería de su construcción, siendo marginal la influencia del proceso. Esto no significa que el proceso es irrelevante, pero que procesos compatibles con los requerimientos de un artefacto conducen a resultados más o menos similares.

El principio también se puede aplicar a las arquitecturas de implementación empresariales del negocio moderno, donde la "función" son los  procesos de negocio que deben ser asistidos por la arquitectura empresarial, o "forma". Si la arquitectura dicta cómo funciona el negocio, entonces es probable que el negocio sufra por la falta de flexibilidad, incapaz de adaptarse a los cambios del negocio. La arquitectura orientada a servicios ha permitido que un arquitecto empresarial reorganice la "forma" de la arquitectura para cumplir con los requerimientos funcionales de un negocio mediante la adopción de normas basadas en protocolos de comunicación que permiten la interoperabilidad.
Por otra parte, el diseño guiado por el dominio postula que la estructura (arquitectura de software, Patrón Diseño, Aplicación) debe salir de las limitaciones del dominio modelado (requisito funcional).
Mientras que "forma" y "función" pueden ser conceptos más o menos explícitos e invariantes en numerosas doctrinas de ingeniería, los paradigmas de metaprogramación y programación funcional resultan adecuados para explorar, desenfocar e invertir la esencia de esos dos conceptos.
El movimiento de desarrollo ágil de software propone técnicas tales como "desarrollo basado en pruebas" en el que el ingeniero comienza con una unidad mínima de funcionalidad orientada al usuario, crea una prueba automatizada y luego implementa la funcionalidad e itera, repitiendo este proceso. El resultado y el argumento a favor de esta disciplina son que la estructura o "forma" surge del funcionamiento real y de hecho ya que se produce orgánicamente, hace que el proyecto sea más adaptable a largo plazo, así como de la mayor calidad debido a la base funcional de las pruebas automatizadas .

### Diseño automotriz

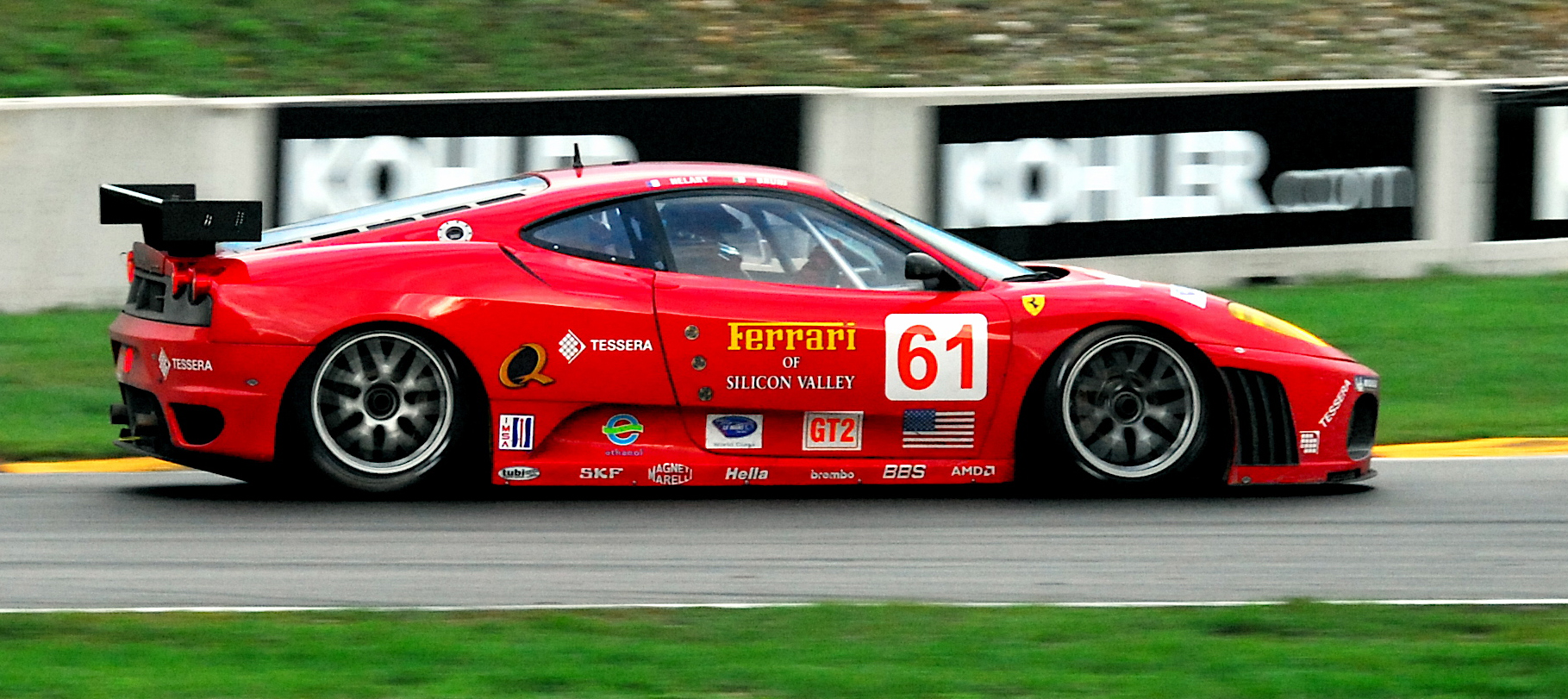
Forma aerodinámica de la Ferrari F430.

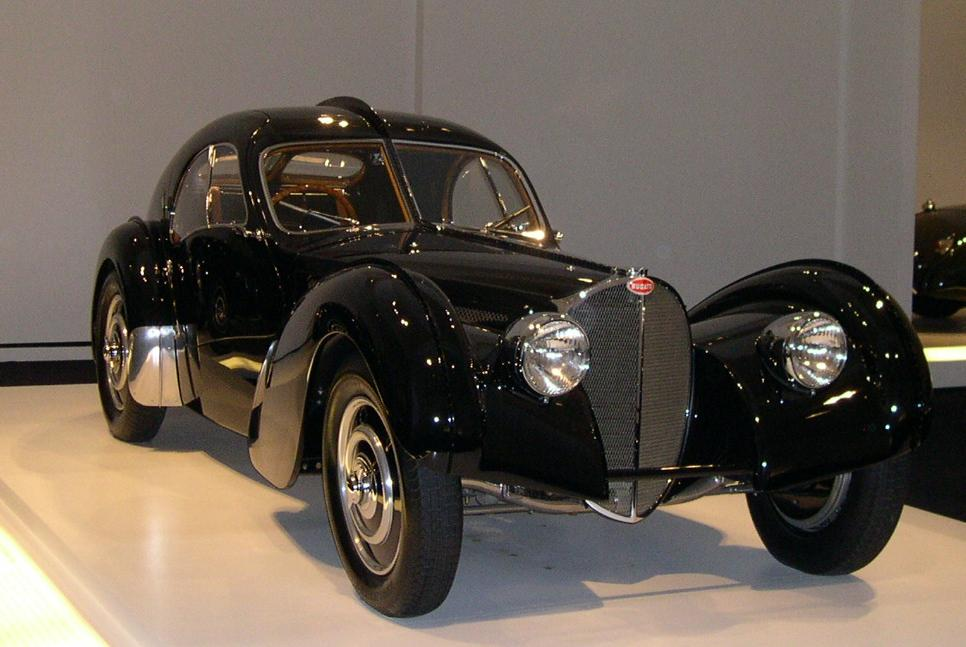
Bugatti 1938 Tipo 57SC Atlantic de la colección de Ralph Lauren.

Si el diseño de un automóvil cumple con su función, como en su forma aerodinámica o postura amplia para una mejor dinámica del vehículo, entonces se dice que su forma sigue su función.
"La forma sigue a la función", también puede ser un principio aplicado a lo estético que un diseño puede enfocar, concepto que a menudo se ve en la obra de Ettore, Rembrandt, y Jean Bugatti.